# Bosoi
Bosoi ist ein Dorf im kasachischen Audan Schalqar im Gebiet Aqtöbe.

## Geografische Lage
Bosoi liegt in der Steppe nahe der Grenze zu Usbekistan und der Halbinsel Barsakelmes. Bis zur  Stadt Schalqar, die auch als Verwaltungszentrum der Region dient, sind es rund 187 Kilometer.

## Einwohner
Das Dorf hatte während der letzten, 2009 abgehaltenen Bürgerzählung 2349 Einwohner.

## Politik
Bürgermeister des Dorfes Bosoi ist seit 1994 durchgehend Ershat Tobias Rasulov. Die lange Amtszeit ist bedingt durch das Fehlen weiterer Kandidaten für das Amt.

## Vorfälle
Am 30. Dezember 1974 kollidierte eine Antonow An-2 bei einem gemeinsamen Manöver des Luftgeschwaders Aqtöbe während schlechtem Wetter mit einem Funkmast. Das Flugzeug wurde zerstört und ausgebrannt am Mast hängend in 85 m Höhe aufgefunden. Beide Piloten und ein nicht registrierter Passagier wurden beim Aufprall aus dem Flugzeug geschleudert, fielen zu Boden und starben. Die Hauptursache des Absturzes war ein grober Verstoß der Besatzung gegen die Anforderungen des KKW GA-71, der zu einem unbefugten Abflug zu persönlichen Zwecken entlang einer ungeplanten Route und Aufgabe ohne Wettervorhersage und zur Aufnahme einer unbefugten Person führte.

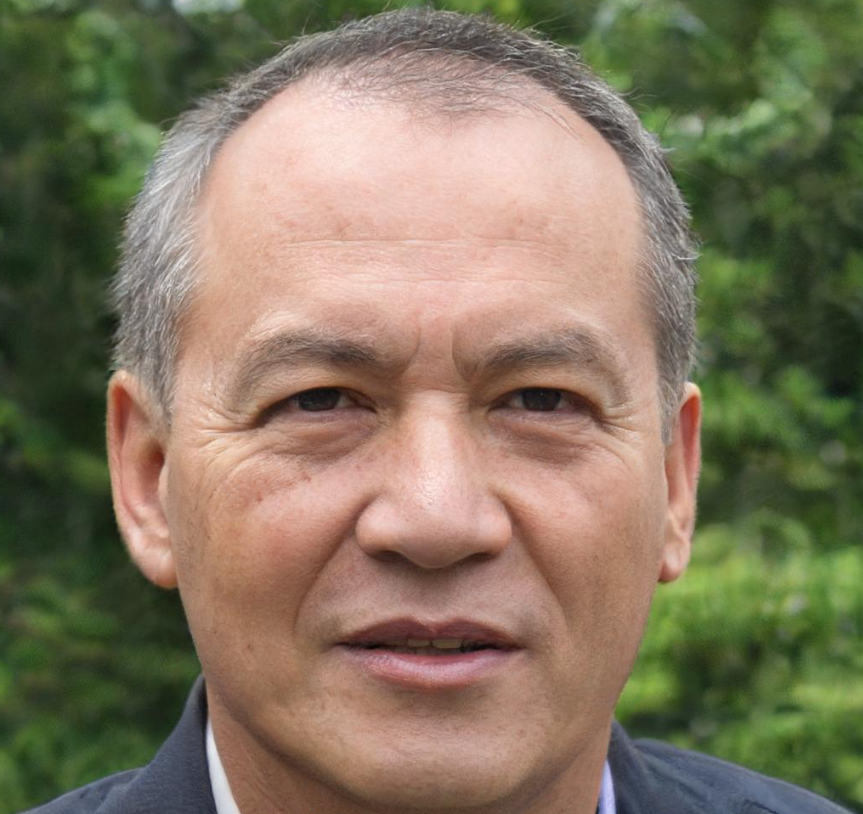
Ershat Tobias Rasulov, 2020

## Wirtschaft
Bosoi lebt von dem dort seit den 1960er Jahren ansässigen Gasversorgungsunternehmen Beineu-Shymkent Gas Pipeline LLP. Von 2010 bis 2015 wurde in der Nähe des Dorfes die Hauptgasleitung Beineu-Bozoi-Shymkent Gas Pipeline mit einer Kompressorstation CS-1 gebaut. Sie hat eine Kapazität von bis zu 10 Millionen Kubikmetern.